# Billet électronique
 (octobre 2013).
Si vous disposez d'ouvrages ou d'articles de référence ou si vous connaissez des sites web de qualité traitant du thème abordé ici, merci de compléter l'article en donnant les références utiles à sa vérifiabilité et en les liant à la section « Notes et références ».
Le billet électronique  (aussi appelé e-ticket de l'anglais electronic ticket) est un billet dématérialisé qui remplace un support d'information matériel par des informations numériques. 
Les billets électroniques sont principalement utilisés comme titre de transport, notamment par les compagnies aériennes ainsi que dans les transports en commun terrestres (train, bus, tramway…) et maritimes. Il est également employé pour l'achat d'une place de spectacle ou comme ticket de cinéma.

## Dans les transports aériens

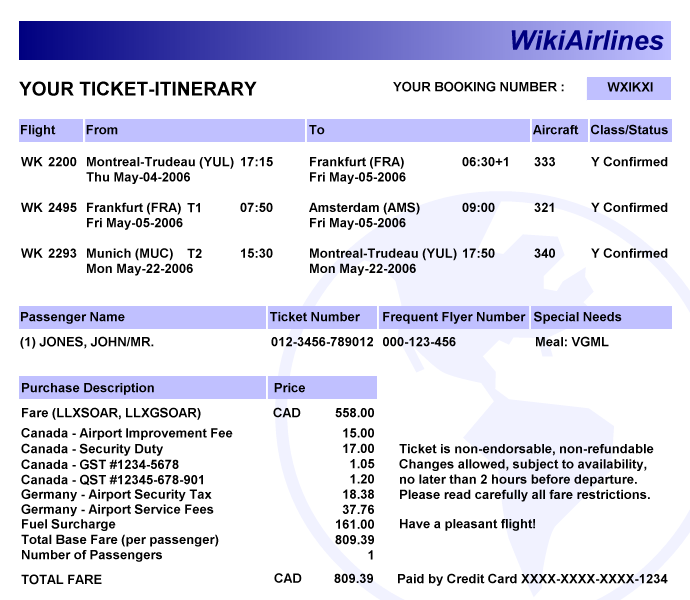
Spécimen d'un billet d'avion électronique

Aux États-Unis, le billet électronique a été inventé en 1994 avec le dépôt d'un brevet, mais ce système de réservation et d'achat des billets d'avion s'est surtout généralisé dans le secteur aérien depuis fin 2008 après que l'Association internationale du transport aérien (IATA) l'a rendu obligatoire pour ses membres. Aujourd'hui, les billets d'avion sont complètement dématérialisés et ont rapidement remplacé les anciens billets papier qui, lorsqu'ils existent encore, font parfois l'objet d'une surcharge de prix par certaines compagnies.

### Fonctionnement
L'achat d'un billet électronique se fait habituellement par internet ou par téléphone, directement par le voyageur ou bien par l'intermédiaire d'une agence de voyage. Lorsque la réservation est faite, le billet électronique n'existe que comme enregistrement sur les serveurs informatiques des compagnies aériennes. Le passager reçoit une confirmation par courrier électronique puis, selon les pays et les compagnies aériennes, il peut soit imprimer son billet, soit le retirer sur une borne ou un guichet à l'aéroport.
Détenir un billet électronique permet à tout passager aérien d'éviter le passage aux comptoirs d'enregistrement et de se rendre directement à la sécurité s'il n'a pas de bagage à enregistrer. 

### Avantages et inconvénients
Les tickets électroniques permettent de réduire les coûts et facilitent l'organisation pour les compagnies aériennes en suivant la tendance de la dématérialisation. Côté voyageur, la perte du ticket devient moins préjudiciable étant donné qu'il est plus facile d'éditer à nouveau le ticket.
Certains voyageurs préfèrent toujours utiliser le billet papier historique, considérant qu'il est plus enclin à prouver la réalité de la réservation. Dans certaines situations, telles que les pannes matérielles, les clients détenteurs de billets papier peuvent être avantagés pour être redirigés vers d'autres compagnies ce qui n'est pas le cas avec les tickets électroniques qui ne constituent pas un élément de facturation.

## Dans les transports en commun terrestres
Dans les bus, trains, métros et tramways, la tendance actuelle est à la généralisation des billets électroniques dans la plupart des pays développés. Aux États-Unis, la société de transport Amtrak a commencé à offrir des billets électroniques sur toutes ses lignes de train depuis le 30 juillet 2012. Plusieurs opérateurs ferroviaires ou de transports routiers européens proposent également des billets électroniques. La dématérialisation des titres de transports se développe et repose sur des technologies diverses.
Les solutions conventionnelles, encore répandues, sont de recourir à des tickets en carton (généralement munis d'une bande magnétique) ou des cartes d'abonnement. Source de pollution et de contraintes (oubli, perte, dégradation), ils sont en voie de remplacement par des solutions utilisant les smartphones ou les cartes bancaires sans contact pour les opérateurs les plus modernes, ou pour les moins avancés proposent des cartes à puces sans contact.

### Cartes à puce sans contact

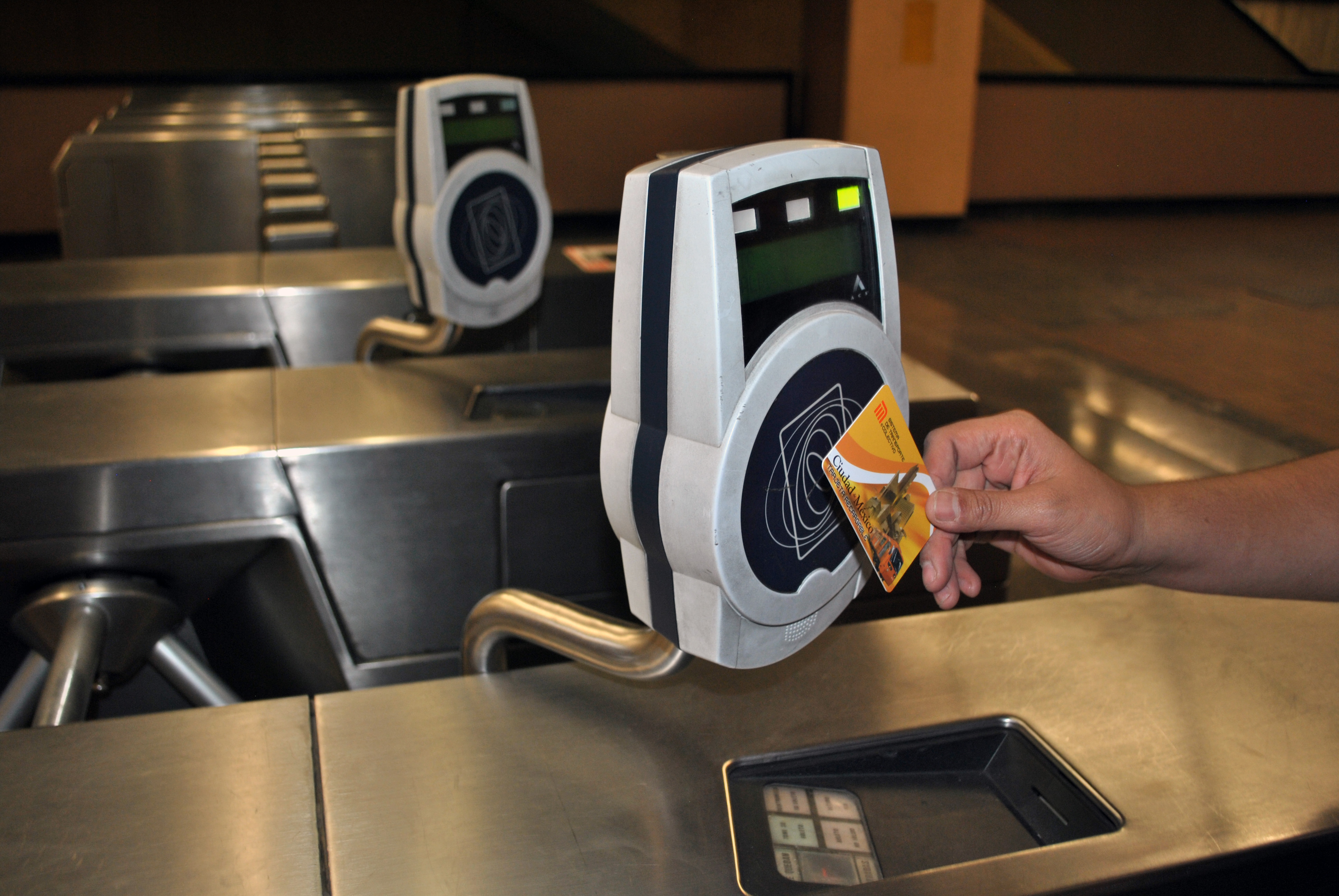
Système de carte à puce sans contact dans le métro de Mexico.

Les cartes à puce sans contact reposent sur une technologie de communication en champ proche (ou NFC, de l'anglais near field communication). Il s'agit donc d'une carte qui contient les informations relatives au billet (durée d'abonnement, type de trajet, identification du passager…) qui peut être validée en la présentant à distance (jusqu'à une dizaine de centimètres) devant un portillon d'accès ou un composteur. Elle est progressivement remplacée par une solution sur smartphone ou carte bancaire sans contact, plus pratique et vertueuse pour l'environnement.
Cette solution est utilisée dans plusieurs villes et pays du monde : 
- en France : Carte Navigo à Paris, Carte Ginko Mobilités à Besançon, Carte Grand R à Reims, Carte Badgeo à Strasbourg et dans le Bas-Rhin, Suncarte à Nice, e-Técély à Lyon, Carte Pass Pass en Hauts-de-France, Carte Pastel à Toulouse et en Midi-Pyrénées, Carte Oùra en Rhône-Alpes, KorriGo en Bretagne, Carte JVmalin en Centre-Val de Loire
- dans le monde : MOBIB en Belgique, Carte Opus au Québec, Carte Presto dans les régions du Grand Toronto et de Hamilton au Canada, Oyster card à Londres au Royaume-Uni, CharlieCard dans le Massachusetts aux États-Unis, Carte Octopus à Hong Kong en Chine, Carte HOP à Auckland en Nouvelle-Zélande, OV-chipkaart aux Pays-Bas

### Cartes enregistreuses
Cette solution est en cours de test en Allemagne[Où ?] : les usagers possèdent une carte à puce avec un écran, une batterie et une antenne. Lorsqu’il entre dans un autobus, le voyage est automatiquement enregistré grâce au système d’antennes radio. Il n’est plus nécessaire d’acheter de tickets à chaque voyage : à la fin du mois, le passager reçoit un compte de tous ses voyages. 

### Utilisation de la téléphonie
- Téléphones dotés d'un transpondeur NFC : Cette solution est utilisée à Londres depuis les jeux olympiques de 2012, dans le cadre d'un partenariat entre TFL (Transport for London) et Samsung. Le transpondeur NFC qui équipe le téléphone permet en effet de simuler un objet NFC (carte ou tag).

- Téléphones dotés de carte SIM compatible NFC : Cette solution est en cours d’étude à Paris, avec un projet RATP-Bouygues Telecom, et à Caen avec un projet Orange-Ville de Caen. Le but est de pouvoir stocker les données usuellement contenues dans les cartes sans contact directement dans le téléphone portable de l’usager, pour peu que celui-ci soit équipé d’une carte SIM compatible. Ce mode de fonctionnement est très développée au Japon (avec la société DoCoMo).

- Utilisation des fonctionnalités de communications intégrées aux téléphones portables : La majeure partie des téléphones portables et PDA actuellement sur le marché sont équipés du Bluetooth[5], et de la Wifi. L’idée est d’acheter les tickets (sur le WAP, sur Internet, via un serveur téléphonique ou des bornes spécifiques…), de les stocker directement sur le téléphone portable, et de les valider/contrôler électroniquement en utilisant le Bluetooth ou la Wifi.

### Clés USB dotés d'une puce compatible NFC
Cette solution repose sur une puce compatible NFC introduite dans une clé USB, comme la carte SIM compatible NFC dans le téléphone portable. Les avantages et inconvénients sont donc les mêmes en ajoutant l'avantage du coût faible d'une clé usb comparée à un téléphone portable (utile dans le cas d'utilisateurs ne possédant pas de téléphone mobile) mais aussi l'inconvénient de la perte facile de celle-ci.

### Envoi de codes à barres 2D par MMS
C’est une solution explorée notamment par la SNCF avec ses projets Mobitick et Tikefone. Celle-ci consiste à envoyer au client un code-barres 2D (plus fiable que les codes à barres 1D actuellement dans nos supermarchés) sous forme de MMS. 
Avantages :
- compatible avec la majorité des téléphones du marché (qui sont capables d’afficher des images)
- très souple (code à barre valable pour un trajet, ou pour un abonnement, ou…)

Inconvénients :
- nécessite d’équiper les contrôleurs de lecteurs optiques
- coût de l’envoi du MMS : à la charge du client ou du prestataire de service ?
- inutilisable si le portable n’a plus de batterie
- temps de compostage (environ 40 s *)

## Autres utilisations
Le e-billet se démocratise de plus en plus et, avec l'augmentation des smartphones, de nombreuses entreprises encouragent son développement. 
Dans le domaine des spectacles (cinémas, spectacles, concerts), une loi française de 2006  autorise la mise en place des billets dématérialisés permettant aux organisateurs de mettre en place la vente directe par Internet. Par exemple, pour les cinémas Gaumont, il est possible de payer sa place sur internet, de recevoir son e-billet sur son téléphone (par mail de manière classique, sans bluetooth…) et ensuite de montrer l'écran de son téléphone à l'entrée, le personnel scanne alors le code-barres.

Les billets électroniques sont aussi utilisés pour des réservations dans des parcs de loisirs.
Par ailleurs, le ticket électronique peut être aussi utilisé comme carte de fidélité, ou comme coupon de réduction. Associé à une géolocalisation du porteur, il peut même servir à obtenir des réductions instantanées[réf. nécessaire].